# Uttarakhand
Uttarakhand (2007. január 1. előtt Uttaráncsal – उत्तराञ्चल, szó szerint: „északi szegély”) állam India északi részén. 2000. november 9-én hozták létre, korábban Uttar Prades államhoz tartozott.
A hinduk a Dev Bhoomi névvel illetik, ami annyit tesz: „az istenek földje”.

## Földrajza
Északkeleten Tibettel, keleten Nepállal határos. Északnyugaton Himácsal Prades, délen Uttar Prades indiai államokkal határos. Északi természetes határa a Himalája.
Főbb városai
- Dehradun (garhváli/hindi: देहरादून, Dēharādūn) - az állam fővárosa. 500 000 lakos.
- Haridvár - Uttarakhand legszentebb hindu városa. 200 000 lakos.
- Risikes - a jóga és az ásramok „fővárosa”. közel 100 000 lakos.

## Története
Uttarakhand kulturálisan eltérő két kerületből áll: ezek nyugaton Garvhal, keleten Kumaon. Az évszázadok alatt a terület felett különféle dinasztiák uralkodtak, köztük Gupta, Kuturji és Csand rádzsák. A 18. században a nepáli gurkák megtámadták előbb Kumaon királyságot, majd Garhvalt is, ekkor beavatkoztak a britek és az egész területet irányításuk alá vonták az 1817-es Szigauli egyezmény értelmében. A függetlenség elérése után a terület egyesült Uttar Pradessel, majd egy elszakadási mozgalom indult meg. A jelenlegi állam 2000-ben alakult meg Uttaranchal néven. 2007-ben kapta jelenlegi nevét (Uttarakhand), aminek jelentése: „északi ország”.

## Adminisztratív felosztás
Az állam két divízióra és 13 körzetre (district) van felosztva:

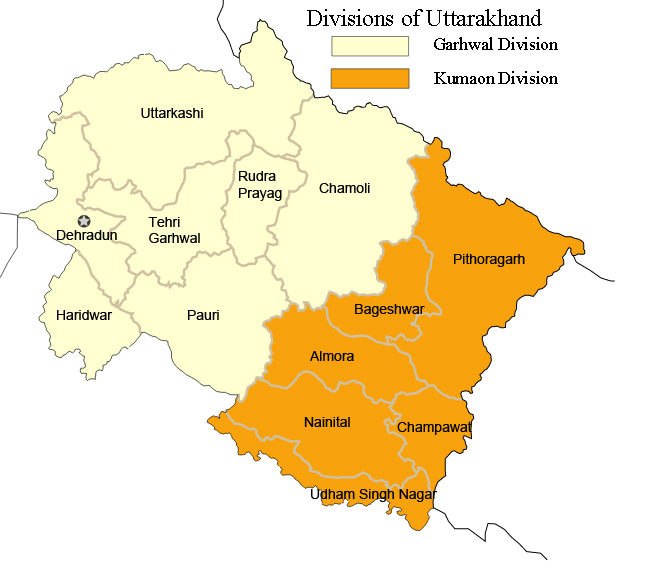
Uttarakhand adminisztratív felosztása

|    | Körzet (District) | Székhely    | Terület   | Népesség (2011) | Népsűrűség fő/km² |
| -- | ----------------- | ----------- | --------- | --------------- | ----------------- |
| 1  | Uttarkashi        | Uttarkashi  | 8 016 km² | 330 086         | 41 Ew./km²        |
| 2  | Chamoli           | Gopeshwar   | 8 030 km² | 391 605         | 49                |
| 3  | Rudraprayag       | Rudraprayag | 1 984 km² | 242 285         | 122               |
| 4  | Tehri Garhwal     | New Tehri   | 3 642 km² | 618 931         | 170               |
| 5  | Dehradun          | Dehradún    | 3 088 km² | 1 696 694       | 549               |
| 6  | Pauri Garhwal     | Pauri       | 5 329 km² | 687 271         | 129               |
| 7  | Pithoragarh       | Pithoragarh | 7 090 km² | 483 439         | 68                |
| 8  | Bageshwar         | Bageshwar   | 2 241 km² | 259 898         | 116               |
| 9  | Almora            | Almora      | 3 144 km² | 622 506         | 198               |
| 10 | Champawat         | Champawat   | 1 766 km² | 259 648         | 147               |
| 11 | Nainital          | Nainital    | 4 251 km² | 954 605         | 225               |
| 12 | Udham Singh Nagar | Rudrapur    | 2 542 km² | 1 648 902       | 649               |
| 13 | Haridwar          | Haridvár    | 2 360 km² | 1 890 422       | 801               |

## Látnivalók
- Corbett tigrisrezervátum - India első nemzeti parkja, 1936-ban létesült.
- Rajaji Nemzeti Park (tigris, elefánt, leopárd)
- Haridvár (Haridwar)
- Dehradún
- Risikés
- Mussoorie

## Galéria

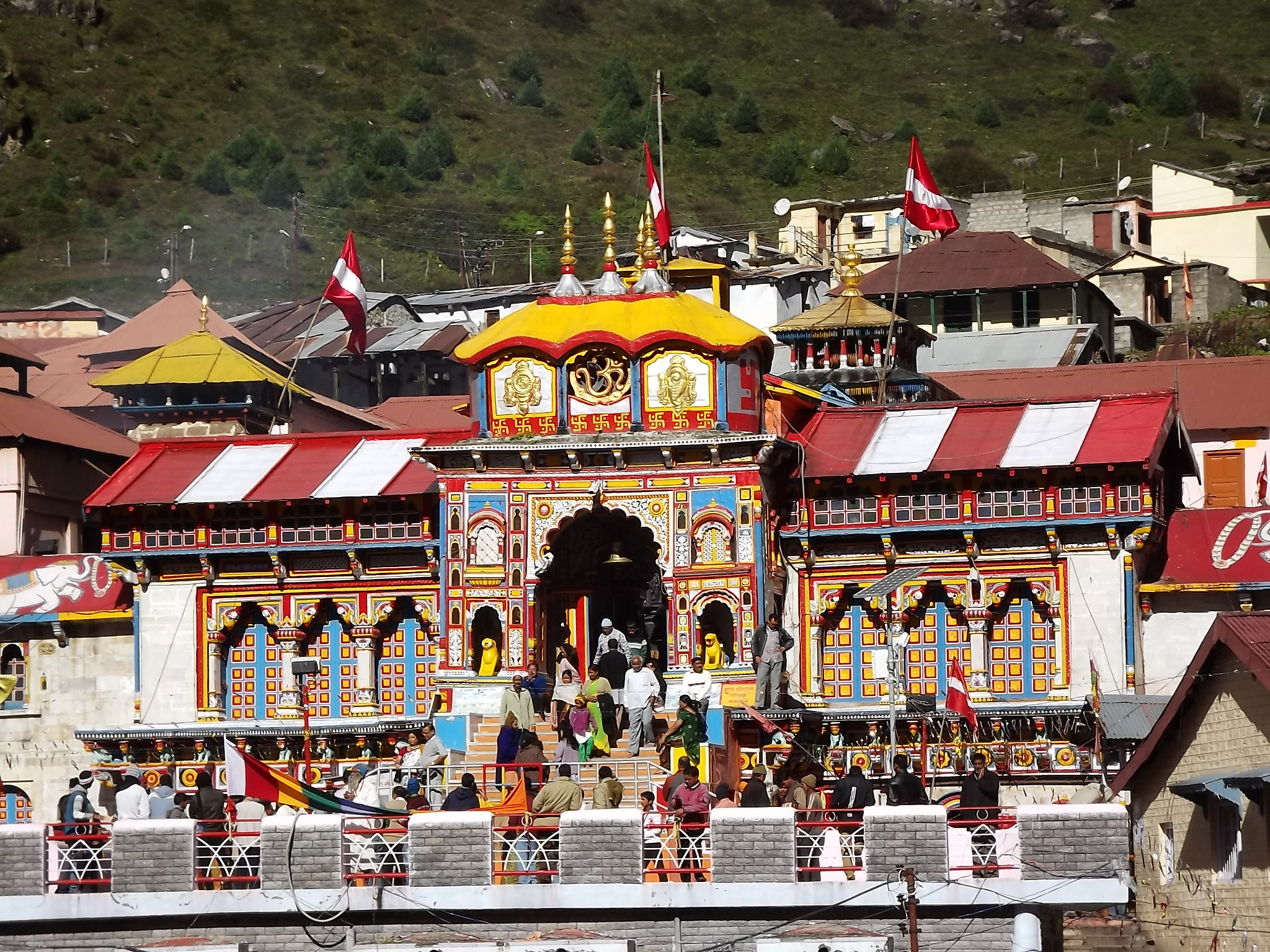
Badrinath, Badrinarayan-templom
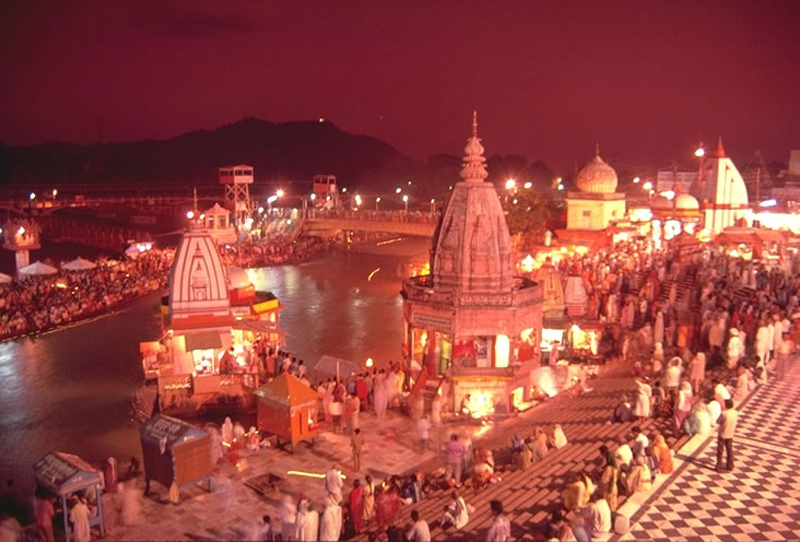
Sandhya Aarti, Haridwar.
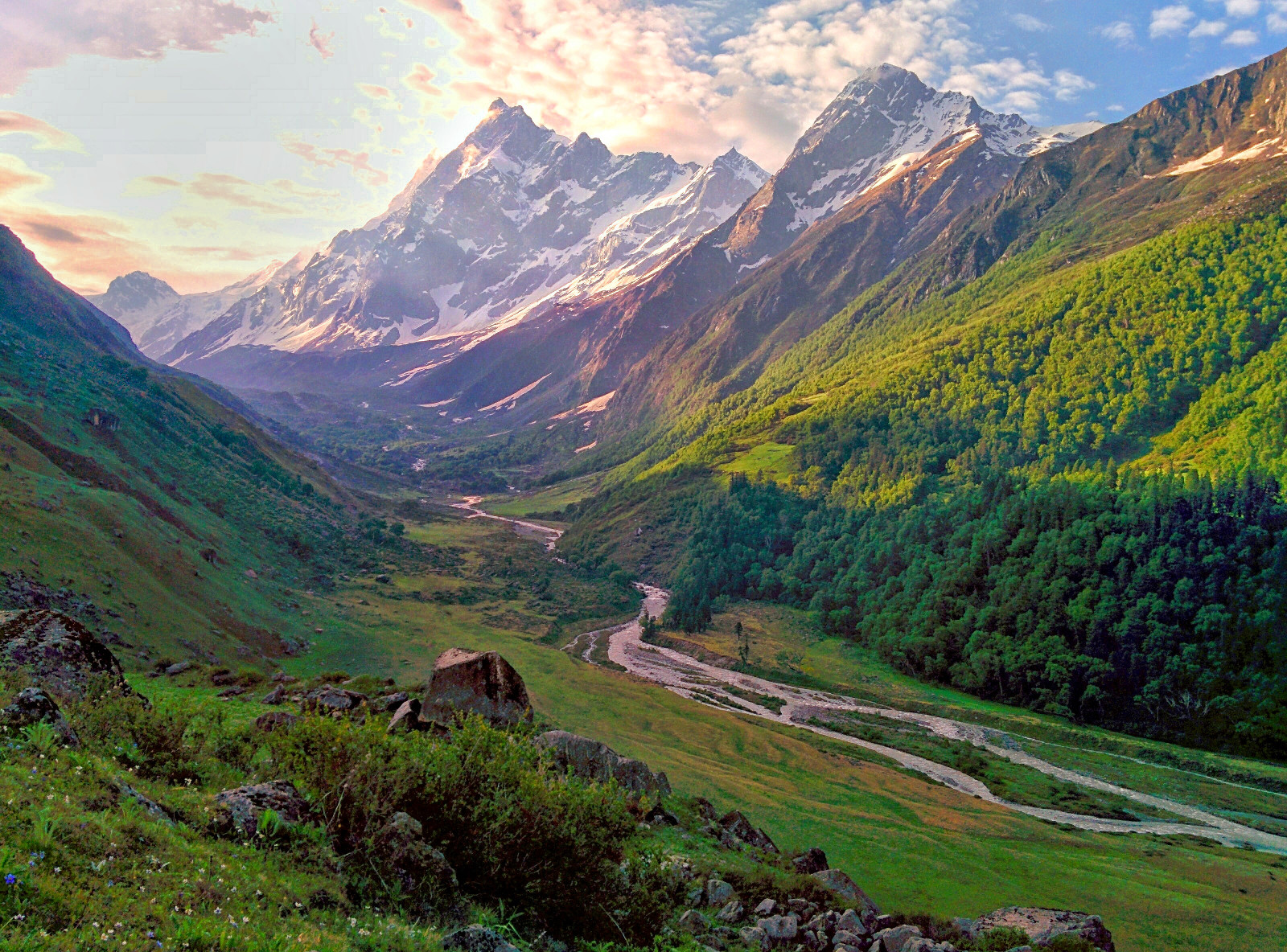
Har Ki Dun-völgy
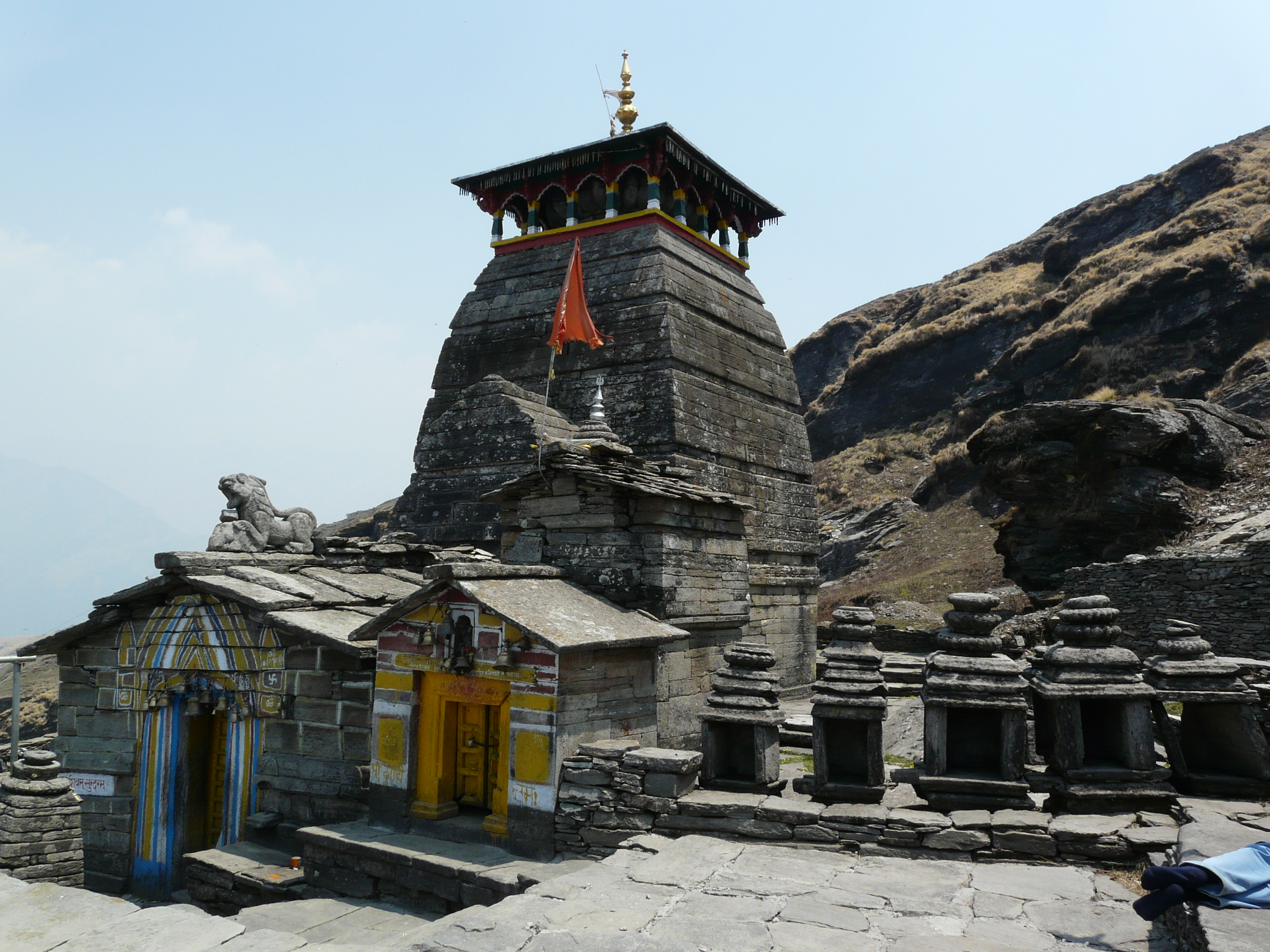
Tungnath temploma
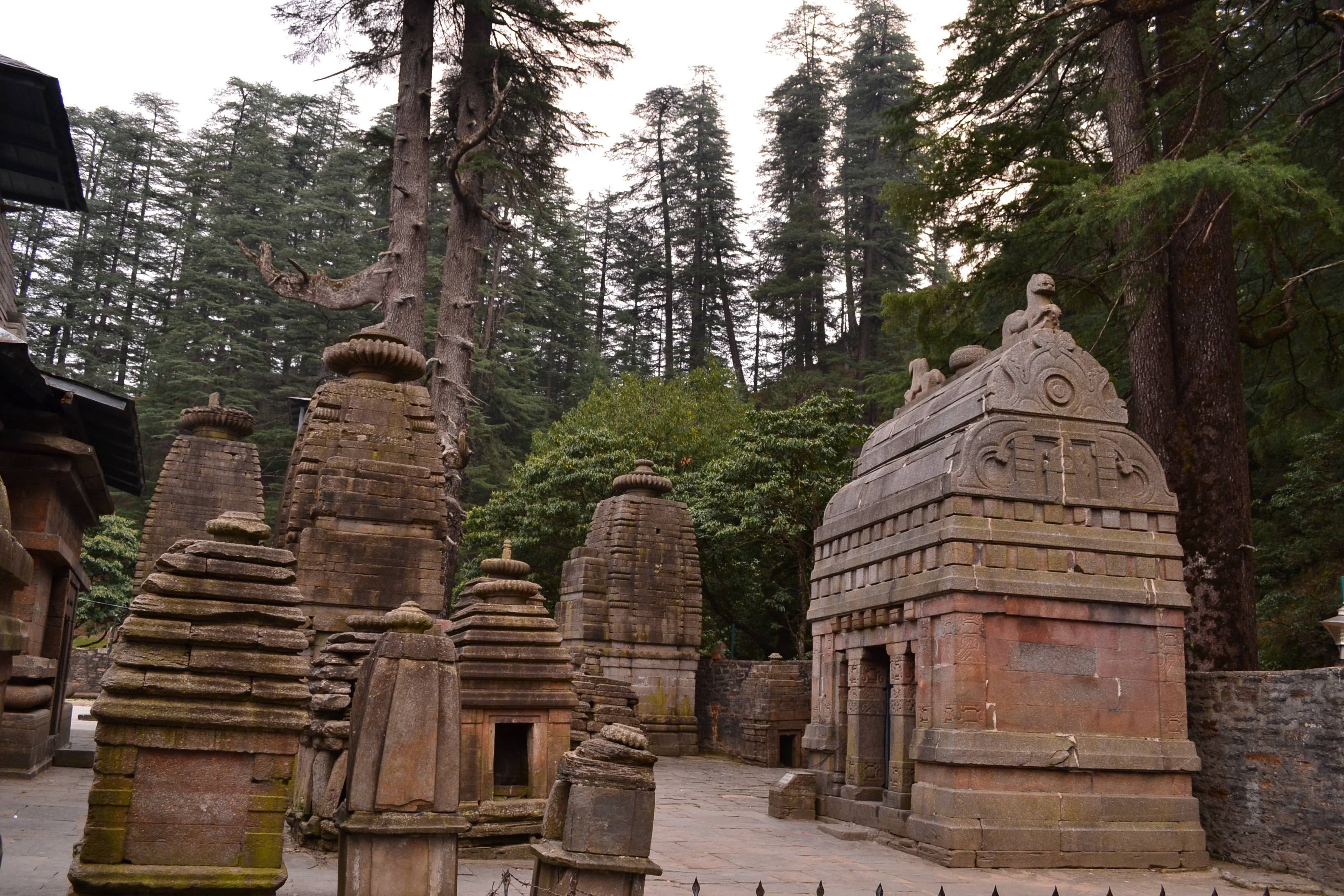
Jageshwar templomai
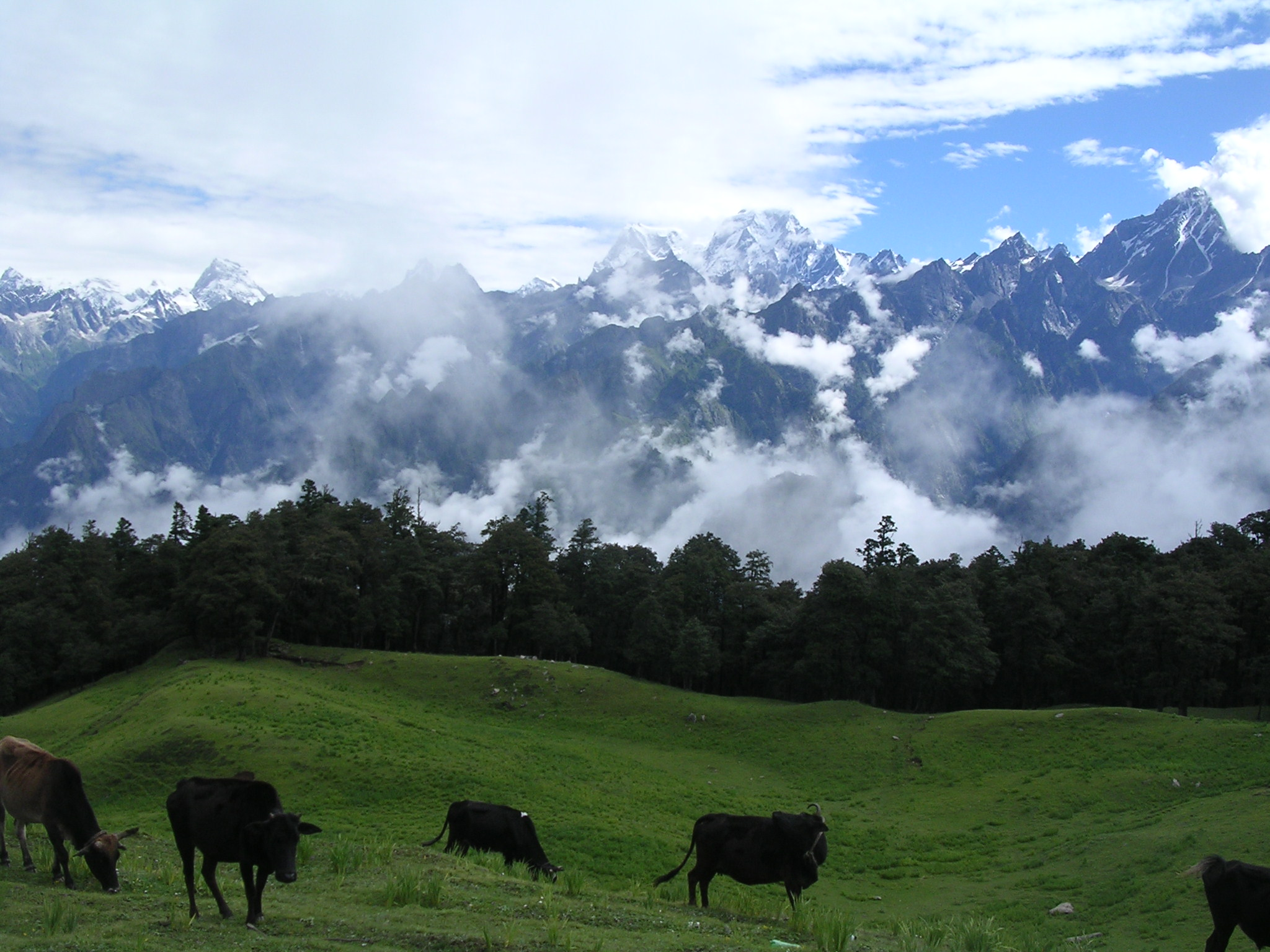
A Himalája Auliból nézve
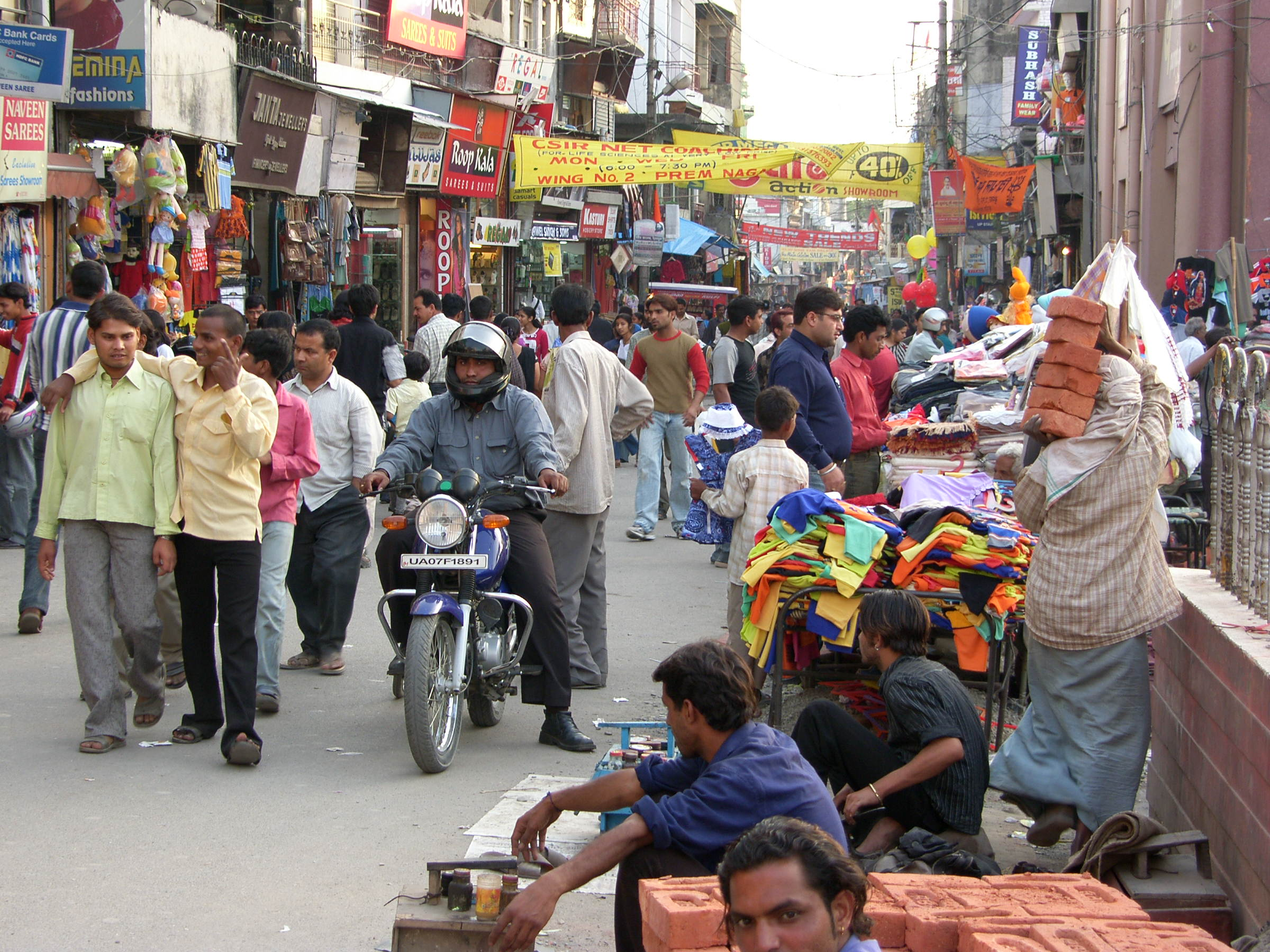
Dehradun, utcakép